# Gasparo Sborgi
Gasparo Sborgi (Firenze, 1737 – 1819) è stato un compositore e organista italiano.

## Biografia
Fu maestro di cappella dei granduchi Leopoldo II d'Asburgo-Lorena e Ferdinando III di Toscana. Musicista di grande talento, ricordato per il suo stile puro, semplice ed aggraziato soprattutto nelle opere per organo e clavicembalo, studiò contrappunto con Bartolomeo Felici e successivamente divenne maestro di fortepiano di suo fratello Gaetano Sborgi.

## Opere
- 17 preludi e cadenze per clavicembalo (in US-LOu, profana 205)
- 24 solfeggi per soprano
- Adagio, toccata e allegro per organo in sol minore
- 2 messe
- Letatus sum, Lauda Jerusalem, Jesu Corona Virginum, Nisi Dominus, Magnificat, Stabat Mater